# Акритархи
Акритархи (от др.-греч. ἄκριτος — «сомнительный, неясный» + ἀρχή — «происхождение») — микроскопические ископаемые остатки одноклеточных (или кажущихся одноклеточными) организмов, характеризующиеся наличием органической оболочки и центральной полости, разновидность палиноморф. Описаны из отложений начиная с протерозоя. Имеют практическое значение в геологии, где в качестве руководящих ископаемых используются как один из факторов установления относительного возраста осадочных горных пород.
Геохронологическое распространение акритарх берёт начало из докембрия. Первая наблюдаемая адаптивная радиация имеет место в тонийском периоде. Максимальное распространение наблюдается с раннего кембрия. Имеет место существенное сокращение акритарх в позднем палеозое. Затем новая адаптивная радиация в юре, и очередное сокращение, наряду с крупным вымиранием фитопланктона в целом в позднем мелу.
Обнаружено довольно большое многообразие видов и родов акритарх, некоторые появляются и исчезают, другие существуют довольно долго. Существует классификация с довольно подробным описанием. Описано (на русском языке) по меньшей мере 234 вида (в 27 комплексах), на английском языке более 480 видов.

## Распространение
Акритархи встречены в отложениях различного геологического возраста и широко распространены по всему земному шару. В различные геологические эпохи видовой и родовой состав существенно различался, что, по-видимому, было обусловлено неодинаковостью условий для их существования. Наибольшее распространение они имели в ордовике и силуре.

### Докембрий
Уже в докембрии встречается значительное количество акритарх. В основном с круглой или эллипсоидальной оболочкой без внутреннего тела, по структуре: точечные, зернистые, продырявленные. Значительно меньше с гладкой структурой. Простые акритархи круглой формы с гладкой поверхностью без шипов (сфероморфные акритархи) объединены в группу, условно названную Sphaeromorph.
В районе ударного кратера Акраман адаптивная радиация акритарх происходит как раз над уровнем слоя выброса, и некоторые авторы полагают, что, возможно, это и явилось причиной. Отмечается близость кратера к области эдиакарской биоты, хотя, вероятно, значение не столь существенно, учитывая вероятные глобальные последствия удара.

### Кембрий
В кембрии большое видовое и родовое разнообразие. Описано по меньшей мере 86 видов акритарх. По структуре гладкие и шиповатые. Наибольшее распространение было в родах: Baltisphaeridium, Priscogalea, Cymatiogalea, Cymatiosphaera, Dictiotidium, а также сфероморфные акритархи (группы Sphaeromorph).
В это время наблюдается рост изобилия и разнообразия шипов, что означает, что уже тогда существовали достаточно крупные хищники, от которых было бы необходимо защищаться подобным образом. Хотя имеются свидетельства о существовании хищников и задолго до этого, что и повлияло на анатомические формы.

### Ордовик
Ордовикские отложения весьма разнообразны, поскольку это время расцвета акритарх. Наибольшее распространение в это было выражено в родах: Baltisphaeridium, Peteinosphaeridium, Leiovalia, Tasmanites, а также сфероморфные акритархи (группы Sphaeromorph).

### Силур
Силурийские акритархи весьма разнообразны. Наиболее многочисленны и разнообразны архитархи родов: Baltisphaeridium, Cymatiosphaera, Leiofusa, Micrhystridium, Multiplicsphaeridium, Tasmanites, Veryhachium.

### Девон
Девонский период отличается меньшим разнообразием по видовому и родовому составу. Наибольшее разнообразие в этом периоде в родах: Baltisphaeridium, Micrhystridium, Veryhachium, Pterospermella, Duvernaysphaera.
Девонское вымирание очень сильно затронуло и акритархов наряду с многими другими группами живых организмов.

### Карбон
Карбоновые акритархи наименее разнообразны, это разнообразие в основном касается распространённых родов: Baltisphaeridium, Micrhystridium.

### Пермь
Пермский период отличается незначительным количеством, в основном представленным родами: Baltisphaeridium, Micrhystridium.

## Предполагаемая связь с динофлагеллятами
В ископаемом состоянии динофлагелляты представлены преимущественно диноцистами, которые благодаря своей стойкости хорошо сохраняются в древних осадочных породах. Ископаемые цисты динофлагеллят называются гистрихосферидами (гистрихоспорами) и рассматриваются в составе акритархов — похожих на цисты структур ископаемых одноклеточных водорослей. При этом уже у раннекембрийских акритархов (520 млн лет назад) найдены диностеролы и 4α-метил-24-этилхолестен, специфичные для динофлагеллят; если предположения о связи акритархов и динофлагеллят верны, то эволюционную историю последних можно продлить до раннего кембрия и даже более раннего периода (800 млн лет назад).

## Предполагаемая связь с зелёными водорослями
Проведён анализ двух таксонов неопротерозойских акритарх неизвестного систематического положения, Multifronsphaeridium pelorium и вида, условно называемого Species A. Использовались электронно-микроскопический (РЭМ, ПЭМ) и химический (инфракрасная Фурье-спектроскопия, пиролиз газ-хроматография масс-спектроскопия, термодесорбционная масс-спектроскопия) методы. Исследование обнаружило ультраструктурные и молекулярно-биологические признаки генетической связи (родства) между неопротерозойскими акритархами и зелёными водорослями (Chlorophyceae).

## Интересные факты
В редких случаях выяснялось, что покоящиеся яйца многоклеточных, которые ранее находили отдельно от эмбрионов, ошибочно относили к группе акритарх, в частности в формации Доушаньто.

### В других разделах
- Vernanimalcula[англ.]
- Ceratophyton[англ.]
- Chitinozoan[англ.]
- Dengying Formation[англ.]
- Cefn-cerig Road[англ.]
- Torridonian[англ.]